# Chalcides mionecton
Espèce
Synonymes
- Seps mionecton Boettger, 1874
- Chalcides trifasciatus Chabanaud, 1917
- Chalcides atlantis Pasteur, 1962

Statut de conservation UICN

 LC  : Préoccupation mineure
Chalcides mionecton est une espèce de sauriens de la famille des Scincidae.

## Répartition
Cette espèce est endémique des régions côtières de l'Ouest du Maroc.

## Liste des sous-espèces
Selon The Reptile Database (7 août 2012) :
- Chalcides mionecton mionecton (Boettger, 1874)
- Chalcides mionecton trifasciatus Chabanaud, 1917

## Étymologie
Le nom spécifique mionecton vient du grec meios, moins, et de nêktós, nageant, en référence au fait que ce saurien ne nage pas dans le sable aussi habilement que les autres scinques.

## Publications originales
- Boettger, 1874 "1873" : Reptilien von Marocco und von den canarischen Inseln. Abhandlungen der Senckenbergischen Naturforschenden Gesellschaft, vol. 9, p. 121-191 (texte intégral).
- Chabanaud, 1917 : Descriptions d’un lacertilien nouveau du Maroc. Bulletin du Muséum national d'histoire naturelle, vol. 23, p. 3-6 (texte intégral).